# Американське бріологічне та ліхенологічне товариство
Американське бріологічне та ліхенологічне товариство — організація в США, присвячена науковому вивченню мохів та лишайників. Є однією з найстаріших ботанічних організацій країни. Спочатку воно було відоме як Мохове товариство Салліванта, назване на честь Вільяма Старлінга Салліванта. Товариство видає з 1898 року всесвітньо розповсюджуваний щоквартальний журнал «Бріолог» (англ. «The Bryologist»), що включає статті про всі аспекти біології мохів та лишайників. Із 1984 року товариство також видає щоквартальний журнал «Evansia», названий на честь американського ботаніка Александра Вільяма Еванса. Журнал призначений як для любителів, так і для професіоналів у галузі бріології та ліхенології та орієнтований на Північну Америку.

## Історія
Товариство було засноване Елізабет Гертрудою Бріттон та Абелем Джоелем Гроутом у 1898 році як Мохове відділення Салліванта Асоціації Агассіз. Організація була створена незабаром після першої публікації Бріолога, яка виникла із серії, розпочатої Гроутом у співпраці з Віллардом Нельсоном Клютом. Перші два роки (1898 — 1899 рр.) Бріолог публікувався як окремий розділ у складі журналу «Папоротевий вісник» (англ. «The Fern Bulletin»).
Членів-засновників товариства було 34, у тому числі Бріттон, Клют, Гроут та Енні Моррілл Сміт. Сміт була центральною фігурою в організації у перші роки, вкладаючи багато часу, енергії та грошей. Вона була редактором або допоміжним редактором «The Bryologist» протягом десяти років. У 1899 році товариство припинило свою приналежність до Асоціації Агассіз, але було перейменоване в Мохове товариство Саллівана лише в 1908 році.
Перша стаття про лишайники з'являється у четвертому томі Бріолога. Відділ лишайників був створений у рамках товариства в 1902 році. Відділ спочатку очолювала Керолін Вілсон Гарріс, а з 1905 по 1916 рік — Джордж Нокс Меррілл.
У січні 1935 року був призначений комітет з розробки статуту. Статут товариства був прийнятий на грудневому засіданні 1935 року та надрукований у 39 томі журналу «Бріолог» у 1936 році. Цей статут діє і зараз.
Товариство підтримує активну програму обміну. Обмін мохами започаткувала Інез Марія Харінг у 1935 році.
У 1969 році  тогочасний редактор Бріолога Вільям Луїс Калберсон вперше використав назву організації "Американське бріологічне та ліхенологічне товариство" у номері 3 тому 72 журналу. Проте, стаття "Early History of the American Bryological and Lichenological Society", розміщена в номері 1 тому 103 Бріолога помилково першою згадкою назви організації в журналі називає номер 1 тому 73..